# Pusillani
Pusillani ist eine Ortschaft im Departamento La Paz im südamerikanischen Anden-Staat Bolivien.

## Lage im Nahraum
Pusillani ist der zentrale Ort des Kanton Pusillani im Municipio Aucapata in der Provinz Muñecas. Die Ortschaft Pusillani liegt auf einer Höhe von 3246 m in einem Seitental des Río Llica, der über den Río Mapiri zum Río Beni fließt.

## Geographie
Pusillani liegt östlich des Titicacasees in der Anden-Gebirgskette der Cordillera Central. Das Klima der Region ist ein typisches Tageszeitenklima, bei dem die Temperaturen im Tagesverlauf stärkere Unterschiede aufweisen als im Jahresverlauf.
Die mittlere Jahrestemperatur der Ortschaft liegt bei etwa 9 °C (siehe Klimadiagramm Ayata), die Monatswerte schwanken zwischen 7 °C im Juni/Juli und knapp 11 °C im November/Dezember. Der Jahresniederschlag im langjährigen Mittel beträgt 800 mm, und während die Wintermonate Juni und Juli arid sind mit unter 10 mm Monatsniederschlag, erreichen die Sommermonate von Dezember bis März Werte von 100 bis 140 mm.

## Verkehrsnetz
Pusillani liegt in einer Entfernung von 282 Straßenkilometern nordwestlich von La Paz, der Hauptstadt des gleichnamigen Departamentos.
Von La Paz führt die asphaltierte Nationalstraße Ruta 2 in nordwestlicher Richtung 70 Kilometer bis Huarina, von dort die Ruta 16 über Achacachi und Puerto Carabuco über weitere 95 Kilometer auf weitgehend unbefestigten Straßen bis Escoma. Dort biegt die Ruta 16 in nordöstliche Richtung ab und führt über Mocomoco nach Chuma und weiter über Pusillani nach Aucapata.

## Bevölkerung
Die Einwohnerzahl der Ortschaft ist in den vergangenen beiden Jahrzehnten um mehr als ein Drittel angestiegen:
| Jahr | Einwohner | Quelle       |
| ---- | --------- | ------------ |
| 1992 | 276       | Volkszählung |
| 2001 | 371       | Volkszählung |
| 2012 | 373       | Volkszählung |
| 2024 |           | Volkszählung |

In der Region ist die Quechua-Bevölkerung vorherrschend, im Municipio Aucapata sprechen 87,8 Prozent der Bevölkerung Quechua.

## Tourismus
Nahe Pusillani befinden sich die Ruinenfelder von Iskanwaya, die aus dem ersten nachchristlichen Jahrtausend stammen und der Mollo-Kultur zugeschrieben werden.